# Torpedo Sofia
Torpedo Sofia byl hokejový klub ze Sofie, který hrával Bulharskou hokejovou ligu. Klub byl založen roku 2006. Jejich domovským stadionem je Zimní stadion Slavia.